# Аввад, Мухаммад
Мухаммад Аввад (ивр. מוחמד עואד‎, араб. محمد عواد‎; 9 июня 1997, Тамра, Израиль) — израильский футболист, нападающий андоррского клуба «Пас-де-ла-Каса».

## Биография

### Клубная карьера
Воспитанник клуба «Маккаби» Хайфа. В его составе дебютировал в чемпионате Израиля 10 сентября 2016 года в матче против «Бней Иегуды», в котором вышел на замену на 88-й минуте вместо Фираса Муграби. Всего в свой дебютный сыграл 11 матчей и забил 1 гол, из них 5 матчей в основной стадии чемпионата и 6 в финальной (чемпионской).
В сентябре 2020 года Аввад был взят в аренду до конца сезона польским клубом «Лех». В чемпионате Польши он провёл 9 матчей и отметился забитым голом в ворота «Краковии». Также сыграл 5 матчей на групповой стадии Лиги Европы УЕФА, в которой «Лех» занял последнее место. 11 февраля 2021 года «Маккаби» досрочно отозвал игрока из аренды.
В феврале 2025 года стал игроком андоррского клуба «Пас-де-ла-Каса». 13 апреля дебютировал в чемпионате Андорры в матче против «Ордино», выйдя на замену вместо Габора Пальфи на 60-й минуте.

### Карьера в сборной
Впервые был вызван в основную сборную Израиля в октябре 2018 года на матчи Лиги наций УЕФА со сборными Шотландии и Албании, но на поле не вышел.